# Áras an Uachtaráin

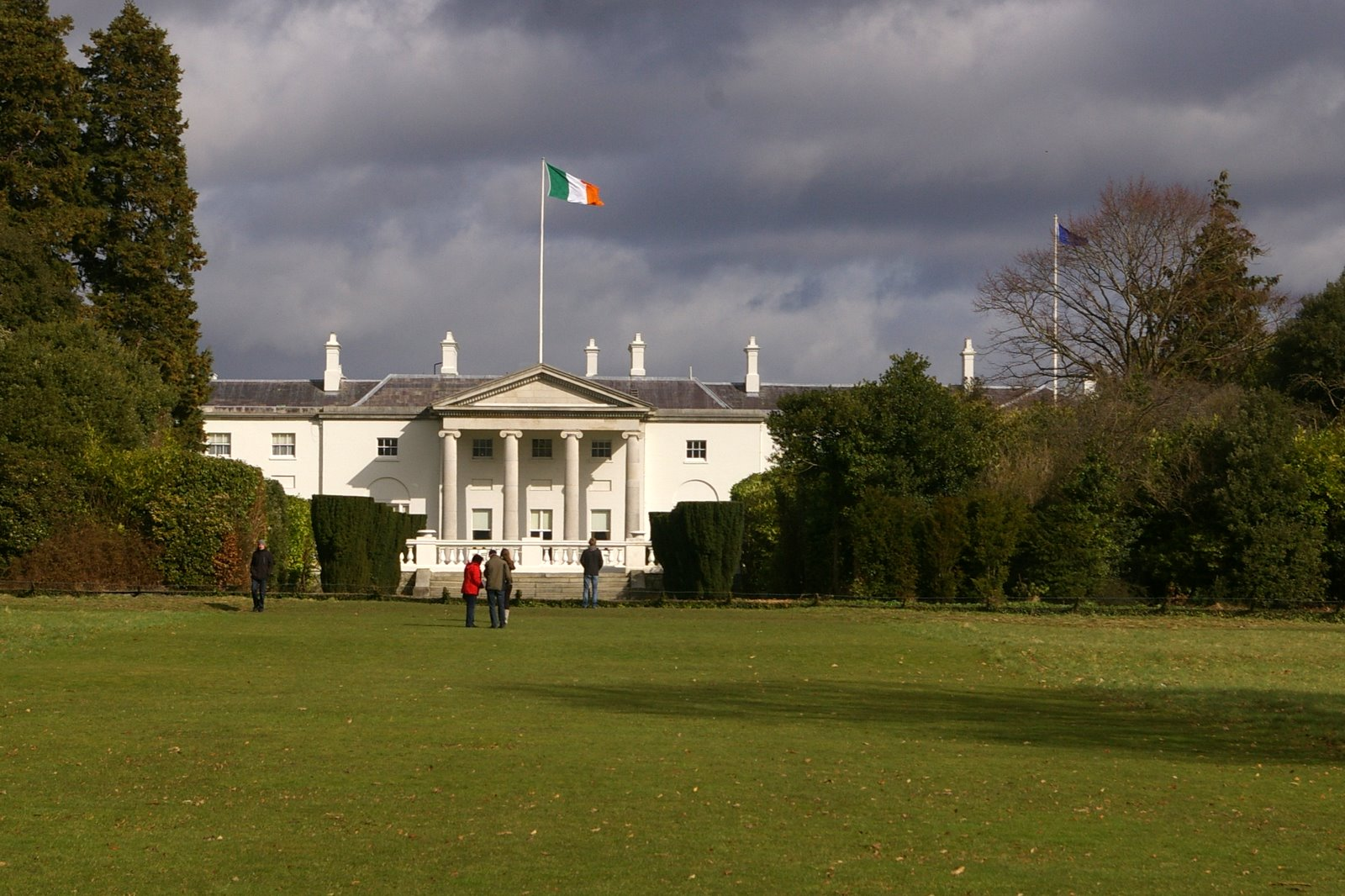

Áras an Uachtaráin (Iers-Gaelisch: uitgesproken als Oh-rus un oeëch-tur-ohnj) is de ambtswoning van de president van Ierland. Het gebouw staat in het Phoenixpark in Dublin. De naam betekent gebouw van de president.
Het huis werd in 1751 gebouwd door amateurarchitect en parkbeheerder Nathaniel Clements en werd in 1782 door de Britse overheid gekocht als een verblijf voor de viceroy - de vertegenwoordiger van het Britse gezag in Ierland. In 1802 werden twee vleugels aan het huis gebouwd door Robert Woodgate, met daarin een balzaal en een statige ontvangstkamer. In 1911 werd er een vleugel bijgebouwd voor het bezoek van Engelse koning George V.
Toen Douglas Hyde in 1938 tot eerste president van Ierland was gekozen, werd het huis de officiële ambtswoning van de president. Plannen om het gebouw af te breken en een nieuw presidentieel paleis te bouwen werden door de uitbraak Tweede Wereldoorlog uitgesteld, en in 1945 was het gebouw zozeer verbonden met de president dat besloten werd de bestaande residentie te restaureren.
Een gedeelte van het huis is (gratis) te bezichtigen.

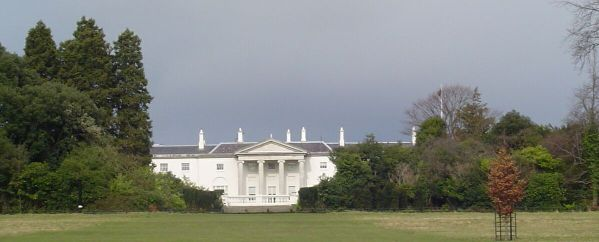
Huis van de Ierse president